# Juan Pablo Vojvoda
Juan Pablo Vojvoda Rizzo (ur. 13 stycznia 1975 w General Baldissera) – argentyński piłkarz pochodzenia chorwackiego i włoskiego występujący na pozycji środkowego obrońcy, trener piłkarski.